# Tolumnia guibertiana
Tolumnia guibertiana är en orkidéart som först beskrevs av Achille Richard, och fick sitt nu gällande namn av Guido Jozef Braem. Tolumnia guibertiana ingår i släktet Tolumnia och familjen orkidéer.
Artens utbredningsområde är Kuba. Inga underarter finns listade i Catalogue of Life.